# Patale Chhango Gupha
Patale Chhango Gupha – jaskinia krasowa w Wysokich Himalajach, w środkowym Nepalu.
Przez Patale Chhango Gupha przepływa rzeka Mardi Khola, tworząc liczne jeziorka oraz wodospad.